# Austrostelis santaterezae
Austrostelis santaterezae is een vliesvleugelig insect uit de familie Megachilidae. De wetenschappelijke naam van de soort is voor het eerst geldig gepubliceerd in 2006 door Urban.